# Harry Holmes
Harry William Holmes (* 1896 in London; † 8. November 1986 ebenda) war Vorstandsmitglied und Ehrenpräsident des Esperanto-Weltbundes (Universala Esperanto-Asocio, UEA).
Von Beruf war er Mitarbeiter des britischen Verteidigungsministeriums. Sein Rang entsprach dem eines Brigadegenerals. 1955 wurde er mit dem Order of the British Empire ausgezeichnet.
Gemeinsam mit seiner Frau Nora Holmes (* 1902; † 14. Mai 1993) war er eines der aktivsten Mitglieder des Londoner Esperanto-Klubs, von 1933 bis 1952 war er dessen Vorsitzender.
1956 wurde er zum Vizepräsidenten des Esperanto-Weltbundes gewählt, diesen Posten behielt er bis 1964. Präsident Giorgio Canuto starb 1960, erst 1962 wurde Hideo Yagi als Nachfolger gewählt, während dieses Interims war Holmes amtierender Präsident des UEA. Nach Yagis Tod 1964 war er kurzzeitig nochmals amtierender Präsident und wurde dann Ehrenpräsident; dieses Amt legte er 1974 nieder.
Holmes war Freimaurer.
| Personendaten    | Personendaten                                                  |
| ---------------- | -------------------------------------------------------------- |
| NAME             | Holmes, Harry                                                  |
| ALTERNATIVNAMEN  | Holmes, Harry William                                          |
| KURZBESCHREIBUNG | britischer General und Ehrenpräsident des Esperanto-Weltbundes |
| GEBURTSDATUM     | 1896                                                           |
| GEBURTSORT       | London                                                         |
| STERBEDATUM      | 8. November 1986                                               |
| STERBEORT        | London                                                         |